# Venezia (Francesco Guccini)
Venezia è un brano musicale di Gian Piero Alloisio, inserito nell'album Il sogno di Alice del 1979 dal gruppo Assemblea Musicale Teatrale, interpretato due anni dopo anche da Francesco Guccini e inserito come seconda traccia nell'album Metropolis  pubblicato nel 1981. 

## Storia
Il brano è stato scritto a cavallo tra il 1977 e il 1978 da Gian Piero Alloisio su musica di Bruno Biggi il giorno in cui gli venne comunicato il decesso di una sua cugina a seguito del parto. Il gruppo di cui Alloisio faceva parte realizzò una prima incisione di tale brano musicale nel 1979, mentre l'incisione comparsa nell'album di Guccini, Metropolis, differisce leggermente dall'originale nel testo. Alloisio dichiarò che tale brano musicale è stato il brano più importante della propria carriera musicale.

## Descrizione
È una canzone che vuole descrivere le criticità del capoluogo veneto, da un punto di vista ambientale e sociale.